# António Morgado
António Morgado (født 28. januar 2004 i Caldas da Rainha) er en cykelrytter fra Portugal, der er på kontrakt hos UAE Team Emirates XRG.